# Platystolus martinezii
Platystolus martinezii is een rechtvleugelig insect uit de familie van de sabelsprinkhanen (Tettigoniidae). De wetenschappelijke naam van deze soort is voor het eerst voorgesteld als Ephippigera martinezii door Ignacio Bolívar in een publicatie uit 1873.
Deze soort komt voor in het centrale deel van het Iberisch schiereiland.